# Chlorocypha aphrodite
Chlorocypha aphrodite (лат.) — вид стрекоз из семейства Chlorocyphidae.
Экваториальная Африка: Центральноафриканская Республика; Конго-Браззавиль; Демократическая Республика Конго; Габон.

## Описание
Среднего размера металлически блестящие стрекозы. Они единственные Chlorocyphidae в Африке за пределами Анголы у которых самцы с полностью синим брюшком и чёрными ногами с белыми передними полосками на голенях. В основном ручьи, но также и реки, затенённые лесом, иногда на открытых участках в лесу. В основном с песчаным дном, часто с мёртвыми стволами или ветвями, и, возможно, с погруженными корнями и/или грубым детритом. От 100 до 900 м над уровнем моря, но в основном между 300 и 600.